# Pyrgomorpha albotaeniata
Pyrgomorpha albotaeniata är en insektsart som beskrevs av Werner 1908. Pyrgomorpha albotaeniata ingår i släktet Pyrgomorpha och familjen Pyrgomorphidae. Inga underarter finns listade i Catalogue of Life.